# Marcel Dupuy
Pour les articles homonymes, voir Dupuy.
Marcel Dupuy, né le 15 décembre 1888 à Brive-la-Gaillarde et mort le 19 mai 1960 à Achères-la-Forêt, est un coureur cycliste français.

## Palmarès

### Championnats d'Europe
- 1911
  -  Champion d'Europe de vitesse

- 1920
  -  Champion d'Europe de vitesse

### Championnats de France
- 1920
  -  Champion de France de vitesse
- 1921
  -  Champion de France de vitesse

### Six Jours
- 1916
  - Six Jours de New York

- 1919
  - Six Jours de Bruxelles
  - 2e des Six Jours de New York

- 1920
  - 3e des Six Jours de New York

- 1921
  - 3e des Six Jours de Paris

- 1923
  - 3e des Six Jours de Londres

### Autres courses
- 1910
  - Grand Prix de Noël
  - 3e du Grand Prix de l'UVF
- 1917
  - Grand Prix de Noël
  - Grand Prix de l'U.V.I.
- 1918
  - Grand Prix de l'U.V.I.
- 1919
  - Grand Prix de l'UVF
- 1920
  - Grand Prix de l'U.V.I.[1]
  - 3e du Grand Prix de l'UVF